# Vochtig heischraal grasland

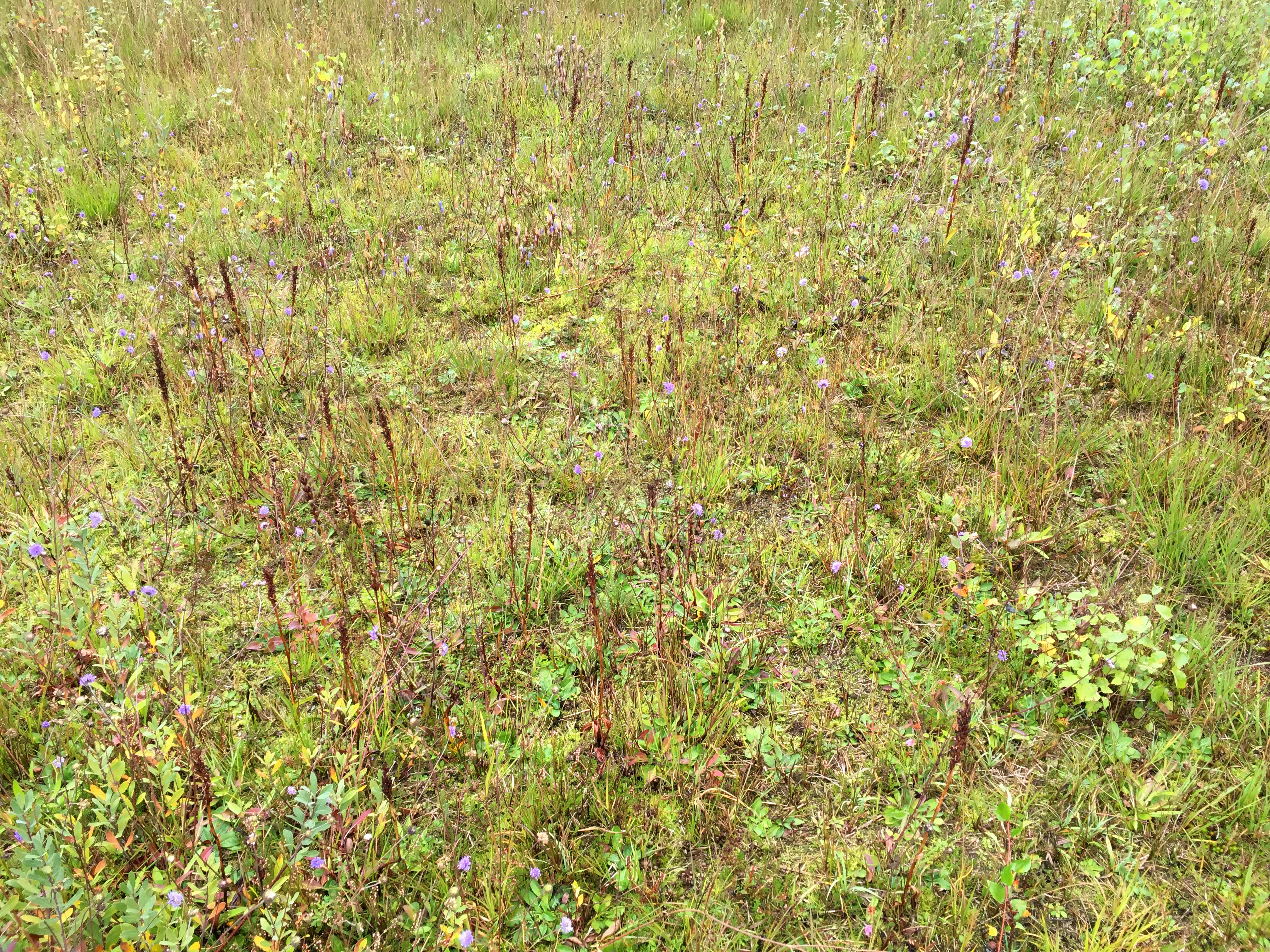
Een herfstaspect van de associatie van klokjesgentiaan en borstelgras.

Het vochtig heischraal grasland is een karteringseenheid in de Biologische Waarderingskaart (BWK) van Vlaanderen en het Brussels Hoofdstedelijk Gewest met als code 'hmo'.
In de vegetatiekunde wordt dit biotoop vertegenwoordigd door het associatie van klokjesgentiaan en borstelgras (Gentiano pneumonanthes-Nardetum), een associatie uit de klasse van heischrale graslanden (Nardetea).
Het vochtig heischraal grasland staat gewaardeerd als 'Biologisch zeer waardevol'.

## Naamgeving en codering
- BWK-code: hmo
- Syntaxoncode voor Nederland (rVvN): r19Aa02 Associatie van klokjesgentiaan en borstelgras (Gentiano pneumonanthes-Nardetum)
- Natura 2000-code: 6230 - Soortenrijke heischrale graslanden op arme bodems van berggebieden (en van submontane gebieden in het binnenland van Europa), subtype vochtige heischrale graslanden (6230_hmo)
- Corine biotope: 37.32 Heath rush meadows and humid mat-grass swards
- Eunis Habitat Types: E3.52 Heath Juncus meadows and humid Nardus stricta swards

## Kenmerken
Vochtige heischrale graslanden zijn te vinden op vochtige tot natte, voedselarme, meestal licht zure plaatsen op lemige zand- of uitgeloogde zandleembodems. Ze zijn in de regel onderhevig aan een hoge grondwaterstanden tijdens de winter, en kunnen dan zelfs onder water staan. In de zomer kan het grondwaterpeil kortstondig dalen.
Net als in vochtige tot natte dopheivegetaties kan in dit vegetatietype een struiklaag ontwikkeld zijn, met dwergstruiken als gewone dophei en stekelbrem, maar de goed gestructureerde kruidlaag met dominantie van grassen, grasachtige planten en kruiden maakt het onderscheid. De boom- is afwezig, en de moslaag is meestal beperkt.

### Soortensamenstelling
Indicatieve soorten voor het vochtig heischraal grasland zijn de kruiden liggende vleugeltjesbloem, heidekartelblad, ronde zonnedauw, klokjesgentiaan, stekelbrem en gewone dophei, grasachtige planten als tweenervige zegge, trekrus, blauwe zegge en veelbloemige veldbies, en grassen als borstelgras en tandjesgras.
Voor een compleet overzicht van de indicatieve soorten en begeleidende soorten, zie de associatie van klokjesgentiaan en borstelgras.

## Verspreiding en voorkomen
Vochtige heischrale graslanden zijn zeldzaam in Vlaanderen. We vinden ze vooral terug als kleine vlekken in natuurreservaten, militaire terreinen en bermen in de Kempen en het Noordelijk Hageland, in de Leemstreek en in de Zandleemstreek.